# Uova in Purgatorio
Le uova in Purgatorio sono un piatto tipico napoletano a base di uova e salsa di pomodoro. È già citato nella Cucina teorico-pratica di Ippolito Cavalcanti del 1837. Sono molto simili ad altri piatti internazionali quali huevos rancheros (Messico) e shakshuka (Nordafrica).

## Descrizione
Successivamente alla preparazione del sugo, con pomodoro e concentrato, nella stessa padella si mettono a cuocere le uova creando delle cavità nel sugo. Si guarnisce con prezzemolo e si accompagna con del pane.